# Raio Piiroja
Raio Piiroja   (Pärnu, 11 de juliol de 1979) és un exfutbolista estonià de la dècada de 2000.
Fou 114 cops internacional amb la selecció d'Estònia.
Pel que fa a clubs, defensà els colors de Pärnu/Kalev, Lelle, Flora, Vålerenga, Fredrikstad, Vitesse i Chengdu Blades.